# Zorza (czasopismo dla młodzieży)
Zorza. Dziennik młodemu wiekowi poświęcony – polskie czasopismo dla młodzieży o tematyce edukacyjno-wychowawczej, dwutygodnik (edycje nieregularne) wydawany w Warszawie w latach 1843–44 przez Paulinę Krakowową i Walentynę Trojanowską. 
„Zorza” była kierowana głównie do dziewcząt, a pod względem koncepcji wzorowana była na „Rozrywkach dla Dzieci” Klementyny Hoffmanowej. Celem czasopisma była pomoc w domowej edukacji dzieci, zwłaszcza z niezamożnych domów, mających w okresie rządów Paskiewicza utrudniony dostęp do szkół.
W czasopiśmie zamieszczane były opowiastki podróżnicze, historyczne czy biograficzne oraz przeznaczone dla dzieci i młodzieży utwory literackie. Publikowali w nim, prócz jego wydawczyń, m.in. Paulina Wilkońska, Emilia Płużańska, Stanisław Jachowicz, Teofil Nowosielski. Treści znajdujące się w „Zorzy” starały się kształtować obywatelską postawę w duchu religijnym i solidarności społecznej. Pismo miało staranną szatę graficzną i dobrą jakość edytorską.